# 瓦硐武聖廟
瓦硐武聖廟，亦作巷港武聖廟或下瓦硐武聖廟，臺灣澎湖縣廟宇，白沙鄉瓦硐村（下社）大廟，主祀文衡帝君。

## 沿革
「瓦硐」之名見於清領時期的方志，《澎湖紀略》載「瓦硐（港）社」，位於澎湖廳北山嶼西南緣，面朝澎湖內海，自古瓦硐港為北山嶼至媽宮港、西嶼、小門嶼的對渡港，清朝政府以該社為「瓦硐澳」的澳社行政中心，日治時期改作「瓦硐鄉」，1945年後國民政府更易為「瓦硐村」，沿用迄今。
瓦硐因地理位置長期為福建、廣東船隻之間航行停泊的港口，當地商業蓬勃，教育發達，而「瓦硐」則相傳為建廟宇蓋屋頂的半圓型陶瓦，非富貴功名者不得用，但因該地地靈人傑、顯達者眾，常用瓦硐鋪蓋屋茨，因而得名。不過，「瓦硐」一般見於官方文獻，由於瓦硐面朝澎湖內海，航道極淺，但自瓦硐下社海灣有一航道，寬度僅若窄巷，可直通西南方大倉嶼，退潮亦可航行，故民間百姓多慣稱「巷港」，而非「瓦硐」。
瓦硐社在清代可分作頂社（東側）、下社（西側）兩大聚落，其中下社移民紀錄較早，姓氏以呂姓為大宗，其他尚有許、方、李等家族，構成「下瓦硐」聚落。瓦硐頂社、下社的村廟在清領時期皆已奉「文衡帝君」為主祀神明，早於澎湖多數地區（澎湖宮廟在清代以王爺信仰最為普遍，改奉關公為主神則在「扶鸞信仰」逐漸興旺的日治時期之後），殆可知瓦硐社奉祀關公，應係受到軍方影響之故。
瓦硐武聖廟為瓦硐下社公廟，確切開基年份不詳，因廟內藏有一「浩氣參天」匾額，落款於道光庚戌年（即道光三十年，公元1850年），最遲於該年間便已建廟。
瓦硐武聖廟在清領時期修建次數失載，日治時期昭和12年（1937年）有一次重建紀錄，時逢皇民化運動，建廟之際屢遭官方刁難，導致廟宇竣工後些許型制變形，令瓦硐村民大為不滿，差點醞釀官民衝突，幸賴鄉紳出面約束，亦有關聖帝君發爐顯神蹟，勸戒里人勿要滋事的說法。
民國52年（1963年），瓦硐鄉佬方牛講、呂祥等倡議拆除廟宇，重建新廟。多年之後，經歷多次颱風侵襲，廟身亦漸趨老舊，村人方金松、呂天姓、方有入、呂萬得等不忍廟舍殘缺破敗，親赴台灣本島與澎湖各處募款，籌辦重建事宜，於民國75年（1986年）破土動工，動工期間因款項又逢不足的狀況，鄉紳方思溫、呂天姓、呂龍盤等再度赴台募捐，順利於民國77年（1988年）蒲月入火孜座，並於菊月舉辦落戎大典；此次起建廟宇地基填高三尺二寸、寬度與深度各為六尺，立面增建四重亭，即為今貌。

## 圖輯

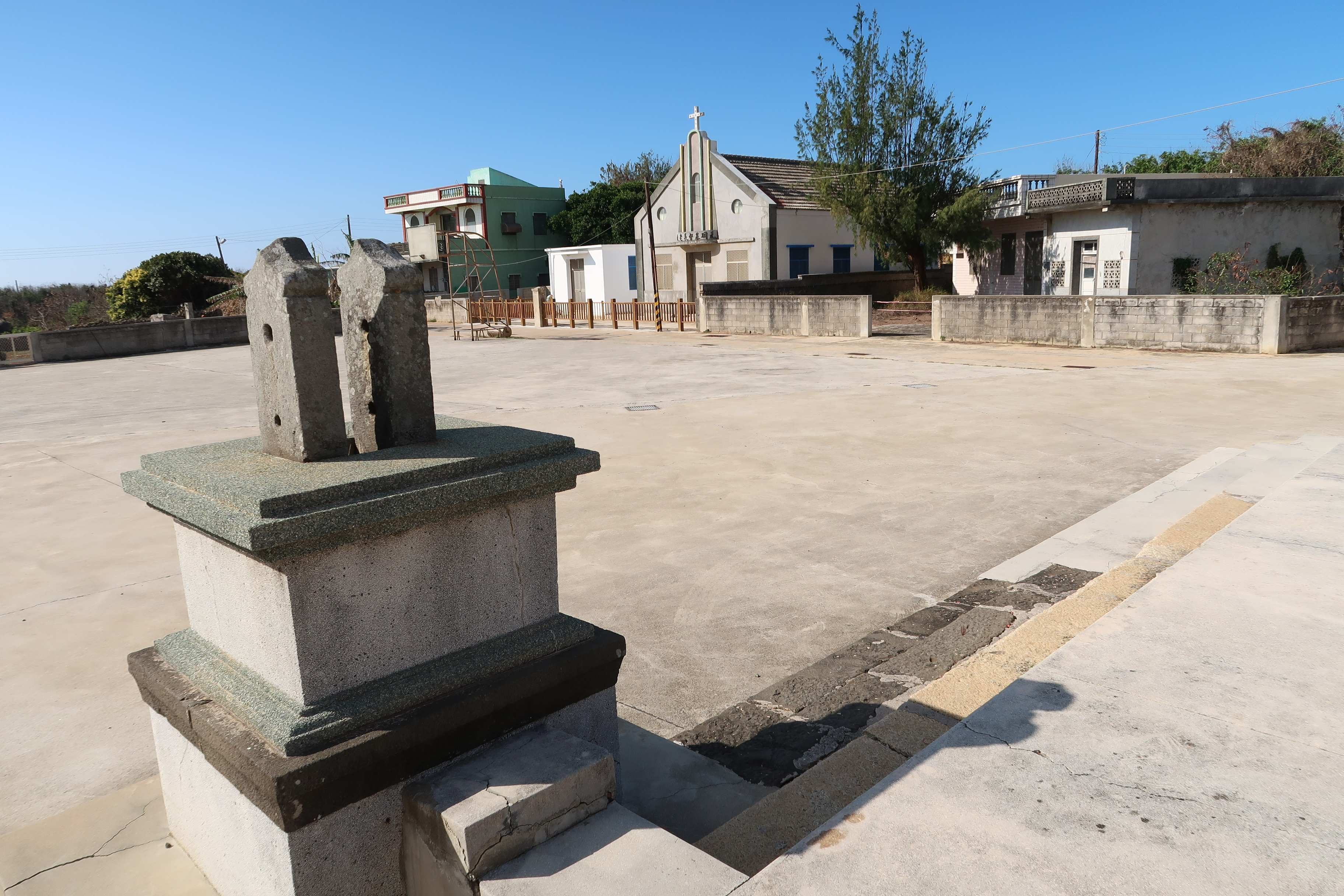
旗桿、廟埕、教堂
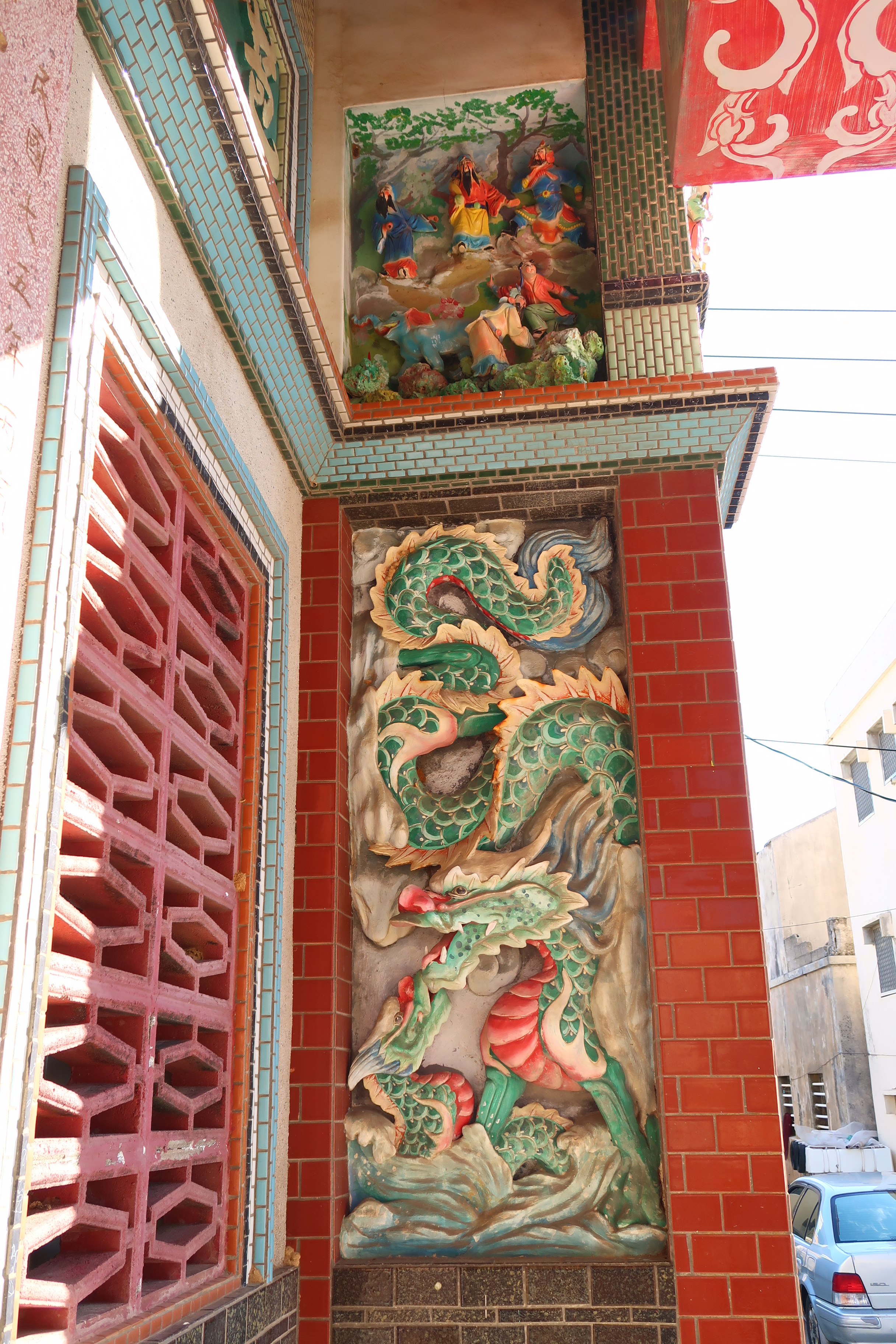
龍浮雕
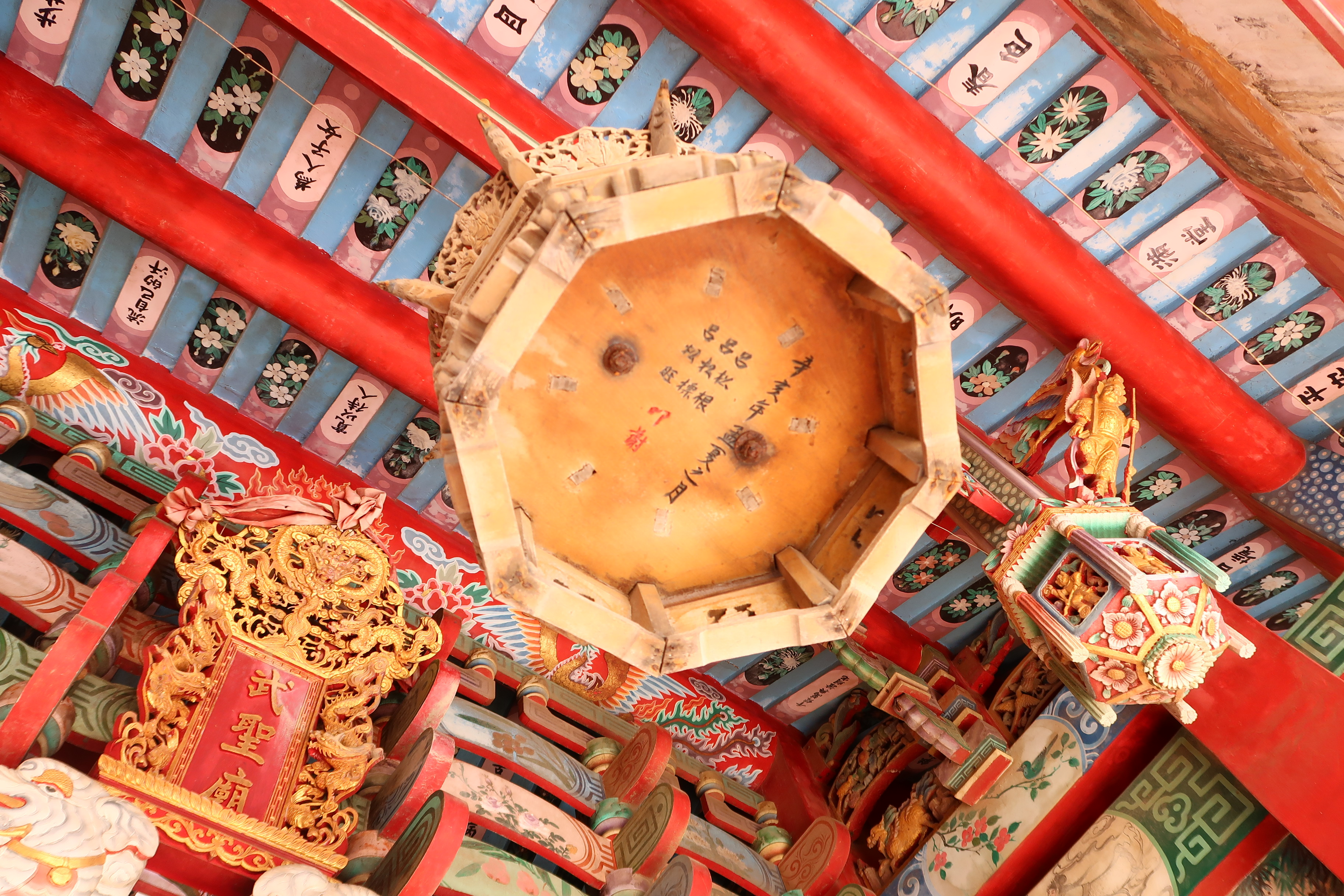
聖旨牌、敬獻者
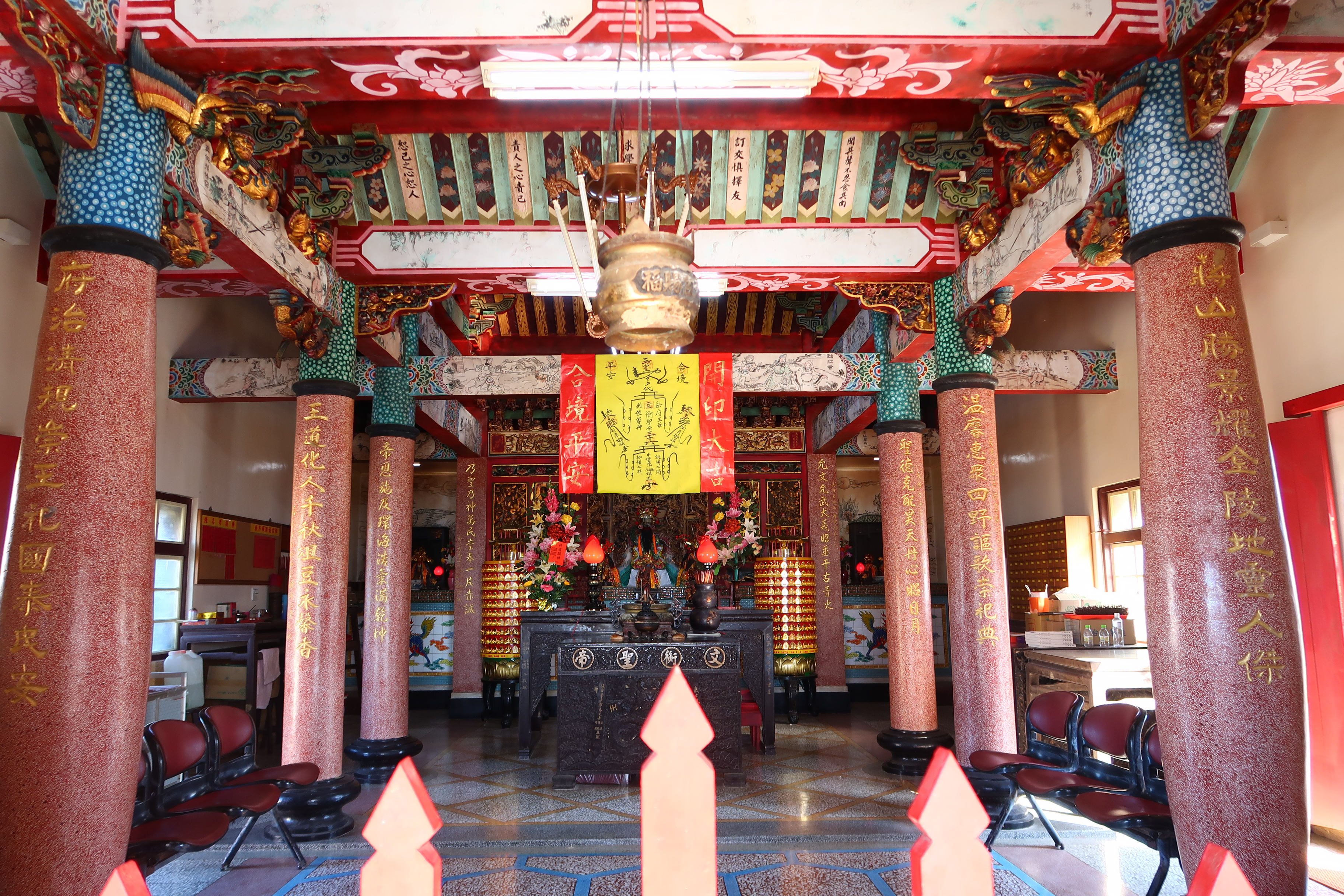
神明廳、普庵派大符雷令
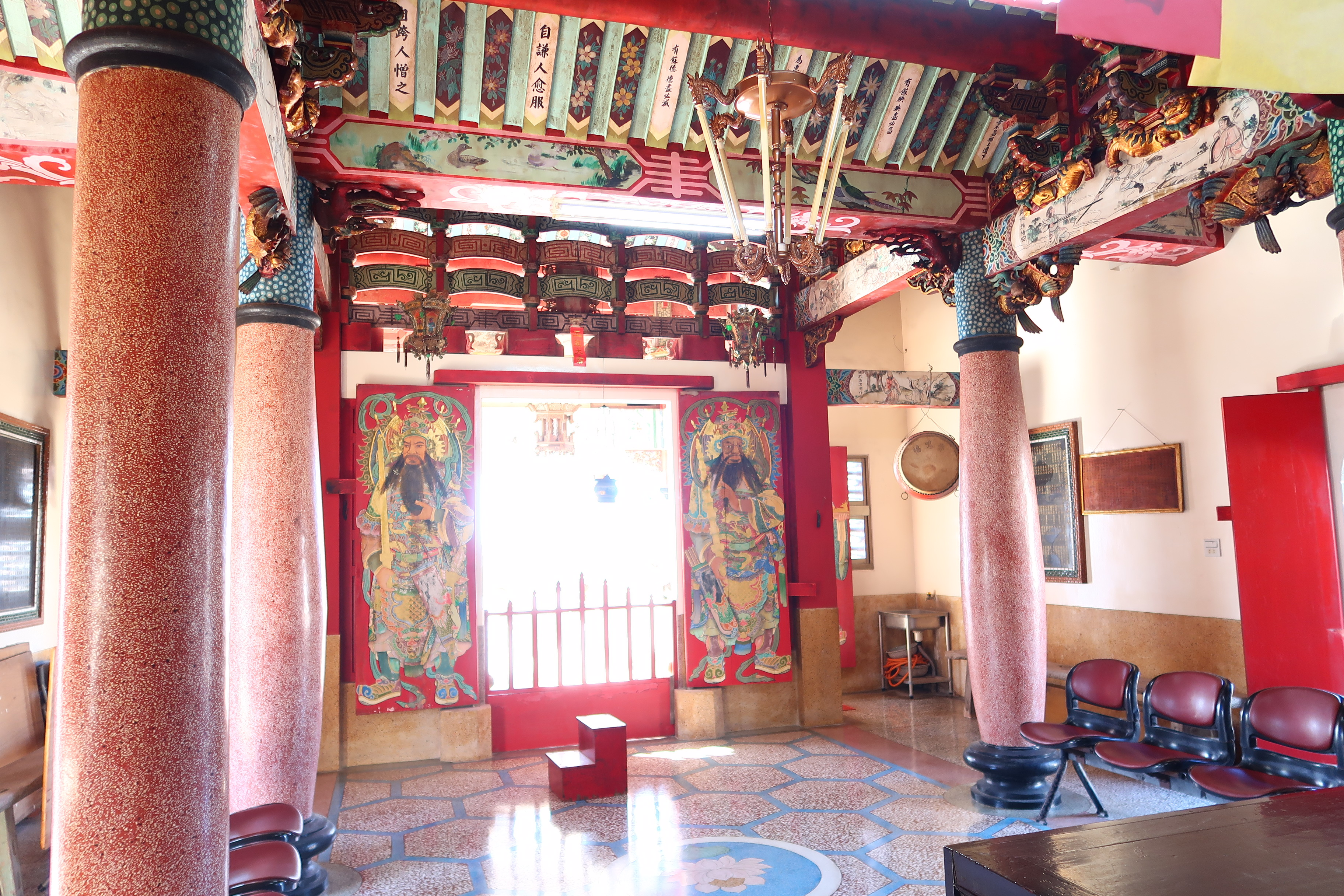
門神、大廳
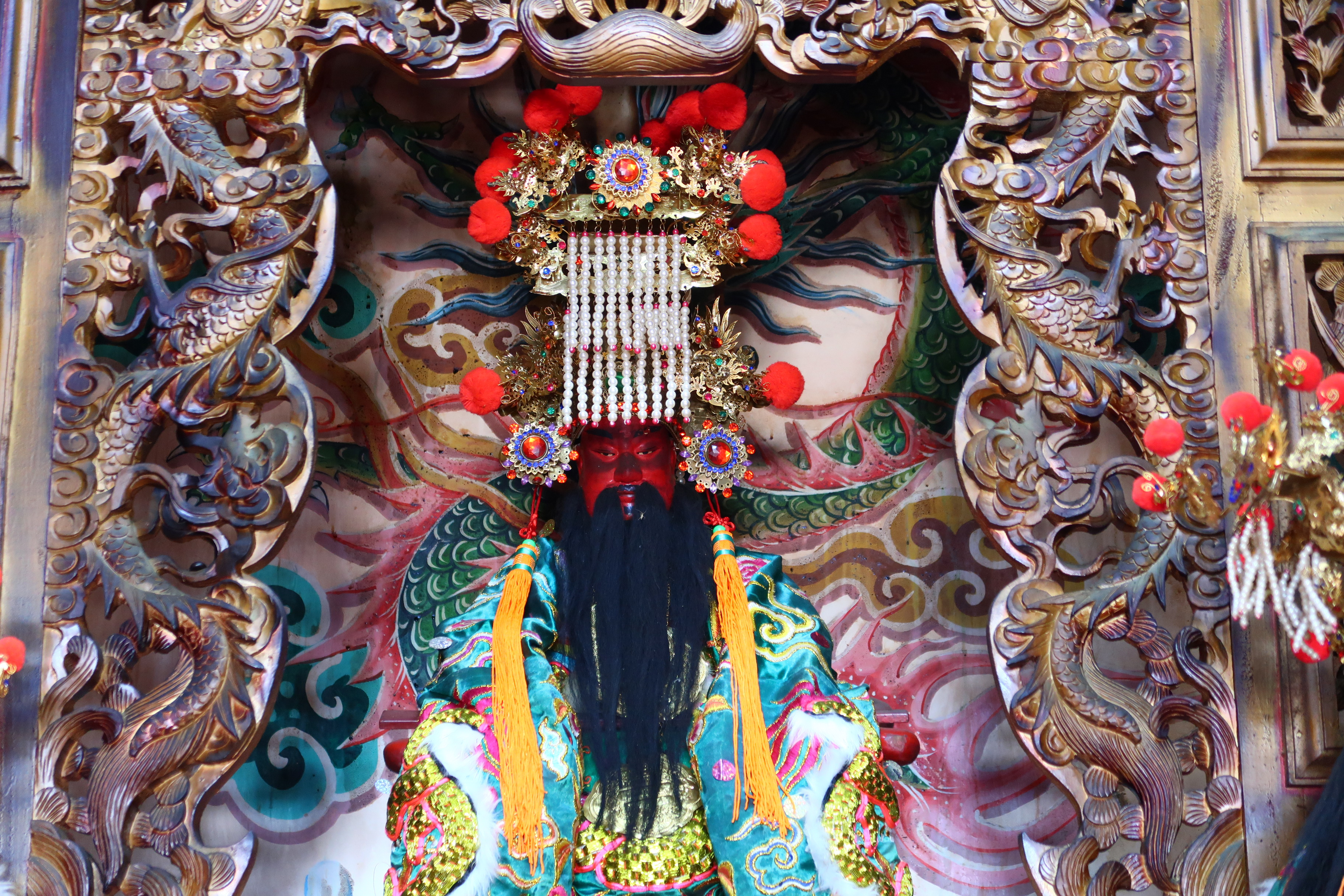
文衡聖帝像